# ريلوزول
ريلوزول (Riluzole) هو أول دواء تمت المصادقة على استعماله لعلاج التصلب الجانبي الضُّموري (ALS - Amyotrophic Lateral Sclerosis) أو مرض لو غريغ (Lou Gehrig Disease). الـ ALS هو مرض ضُموري نادر لجهاز الأعصاب، وهو يهاجم خلايا الأعصاب المسؤولة عن الحركة. يتطور المرض تدريجيًّا ويؤدي لضعف العضلات، الشلل وفي النهاية للموت.
إن سبب المرض غير معروف. إحدى الفرضيات هي أن تراكم الناقل العصبي غلوتامات (Glutamate) في الفواصل بين خلايا الأعصاب (تشابك عصبي– Synapses) وصولاً لدرجات سُمِّيّة يؤدي لموت الخلايا العصبية.
كذلك، أيضًا آلية عمل الريلوزول ليست مفهومة بالكامل، ولكن كما يبدو فهو قادر على تأخير الأضرار الناجمة عن الغلوتامات.
إن الريلوزول ليس دواءً شافيًا ولا يُحسّن أعراض المرض، ولكنه يؤخر تطورها، وقد أظهرت الأبحاث أنه قادر على إطالة حياة المريض بما يقارب الثلاثة أشهر.